# Geoff Wheel
Pour les articles homonymes, voir Wheel.
Pas d'image ? Cliquez ici

a Compétitions nationales et continentales officielles uniquement.

b Matchs officiels uniquement.
Geoff Wheel, né le 30 juin 1951 à Swansea (pays de Galles) et mort le 26 décembre 2024, est un joueur international gallois de rugby à XV, qui a joué avec l'équipe du pays de Galles de 1974 à 1982, évoluant au poste de deuxième ligne.

## Biographie
Geoff Wheel naît le 30 juin 1951 à Swansea au pays de Galles.
De 1970 à 1983, il joue pour le club de Swansea RFC avec qui il dispute 323 matchs. Durant sa carrière de joueur, il joue également pour le Mumbles RFC et les Barbarians.
Il dispute son premier test match avec l'équipe du pays de Galles le 2 février 1974, contre l'équipe d'Irlande, et son dernier test match fut aussi contre l'Irlande, le 23 janvier 1982.
Il meurt le 26 décembre 2024 à l'âge de 73 ans.

## Statistiques en équipe nationale
- Sélections en équipe du pays de Galles : 32
- Sélections par année : 2 en 1974, 4 en 1975, 4 en 1976, 3 en 1977, 7 en 1978, 2 en 1979, 4 en 1980, 5 en 1981 et 1 en 1982
- Tournois des Cinq Nations disputés : 1974, 1975, 1976, 1977, 1978, 1979, 1980, 1981, 1982

## Palmarès
- Vainqueur du Tournoi des Cinq Nations en 1975, 1976 (Grand Chelem), 1978 (Grand Chelem) et 1979 avec l'équipe du pays de Galles.
- Vainqueur de la Triple couronne en 1976, 1978 et 1979 avec l'équipe du pays de Galles.